# Les Na Rozdílné
Les Na Rozdílné je přírodní rezervace poblíž obce Kunčice pod Ondřejníkem v okrese Frýdek-Místek. Důvodem ochrany je významný ekosystém přírodě blízkých smíšených lesních porostů s genofondem autochtonních dřevin a biotopem ohrožených druhů živočichů.